# Oriol capnegre asiàtic
L'oriol capnegre asiàtic (Oriolus xanthornus) és un ocell de la família dels oriòlids (Oriolidae).

## Hàbitat i distribució
Habita boscos, selva i ciutats a l'Índia, Sri Lanka, sud-oest de la Xina i l'àsia sud-oriental (excepte el nord del Vietnam), illes Andaman, nord i est de Sumatra i costa nord-est de Borneo i petites illes properes.